# Blinky Palermo

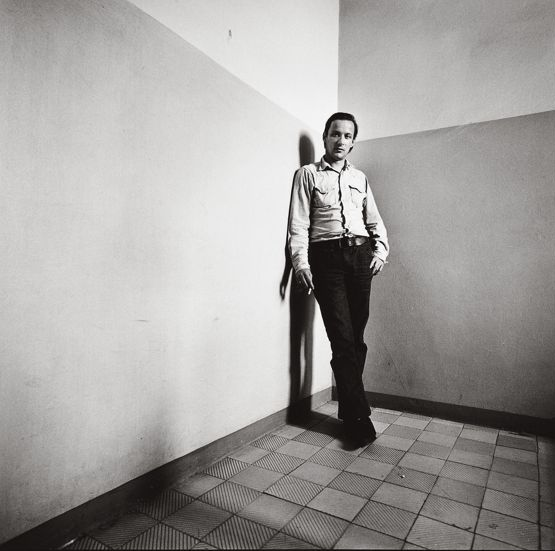
Blinky Palermo por Lothar Wolleh

Blinky Palermo, nacido Peter Schwarze, alias Peter Heisterkamp (2 de junio de 1943 - 18 de febrero de 1977), fue un pintor abstracto alemán.
Schwarze (cuyo apellido se convirtió en Heisterkamp cuando fue adoptado de niño) recibió su extravagante nombre en 1964, durante sus estudios con Joseph Beuys en la Academia de Arte de Düsseldorf. El nombre se refiere a un mafioso estadounidense y promotor de boxeo que era famoso en la época por «ser el propietario» de Sonny Liston. Según la leyenda, le fue impuesto a Schwarze por sugerencia de Beuys cuando se dio cuenta del parecido físico entre Schwarze y el gánster.
Blinky Palermo fue famoso por sus lienzos monocromos y «pinturas de tejido» hechos con simples tiras de material coloreado cortado, cosido y estirado sobre un marco. En un momento posterior de su carrera, desarrollaría su obra in situ para grandes instalaciones arquitectónicas, a menudo incorporando dibujos murales. Sus obras tienen una relación superficial con el constructivismo y el minimalismo, pero la sensibilidad de vanguardia también resulta minada por un sofisticado sentido del humor y su insistencia en lo pictórico y expresivo, como se evidencia en sus títulos poéticos.
En 1973, trasladó su taller a la ciudad de Nueva York donde permaneció hasta su misteriosa y prematura muerte mientras estaba de vacaciones en las Maldivas en 1977. Una de sus últimas y más famosas obras es una pintura en 15 partes compuesta de 40 paneles, titulada To the People of New York City (1976-77).

## Para saber más
- The ballad of Blinky Palermo por Brooks Adams en Art in America, junio-julio, 2005
- Blinky Palermo: Abstraction of an Era, Christine Mehring, Yale University Press, 2008.
- Palermo, ed. por Susanne Küper, Ulrike Groos, Vanessa Joan Müller. Con numerosas ilustraciones en color y vistas de instalaciones de la exposición, textos de Matthew Antezzo, Yve-Alain Bois, Anne-Marie Bonnet, Benjamin Buchloh, Lynne Cooke, Erich Franz, Heiner Friedrich, Liam Gillick, Pia Gottschaller, Alan Johnston, John Knight, Susanne Küper, Thomas Lange, Caoimhín Mac Giolla Léith, Christine Mehring, Ernst Mitzka, David Reed, Ilka y Andreas Ruby, Thomas Scheibitz, Logan Sisley, Ann Temkin, Lawrence Weiner, Moritz Wesseler, Helen Winkler y otros.